# Iarnród Éireann
 (janvier 2013).
Si vous disposez d'ouvrages ou d'articles de référence ou si vous connaissez des sites web de qualité traitant du thème abordé ici, merci de compléter l'article en donnant les références utiles à sa vérifiabilité et en les liant à la section « Notes et références ».
Iarnród Éireann (IÉ, /ˈiəɾˠnˠɾˠoːdˠ ˈeːɾʲən̪ˠ/), aussi connu sous le nom d’Irish Rail en anglais, est le principal exploitant de services ferroviaires de voyageurs en Irlande.

## Histoire
Établie à minuit le 1er février 1987, c’est une filiale de la société Córas Iompair Éireann. Elle exploite toutes les liaisons ferroviaires, interurbaines, suburbaines et urbaines en Irlande ainsi que la ligne internationale Enterprise entre Dublin et Belfast conjointement avec les chemins de fer d’Irlande du Nord, Northern Ireland Railways. En plus de Iarnród Éireann et des Northern Ireland Railways, Bord na Móna exploite un réseau de chemin de fer industriel à voie étroite à l'écartement de 3 pieds (soit de 914 mm), le plus grand réseau d’Irlande, qui ne transporte cependant pas de voyageurs.
À l’époque de sa création, en 1987, Iarnród Éireann se présentait comme Irish Rail et choisit le logo IR à quatre rails. Mais ces initiales furent souvent déformées en IRA, sigle de l’Armée républicaine irlandaise. En 1994, l’entreprise prit la version irlandaise de son nom et les initiales correspondantes IÉ, qui restent la marque commerciale encore aujourd’hui. Le mot irlandais iarnród signifie littéralement « chemin de fer ».

## Services

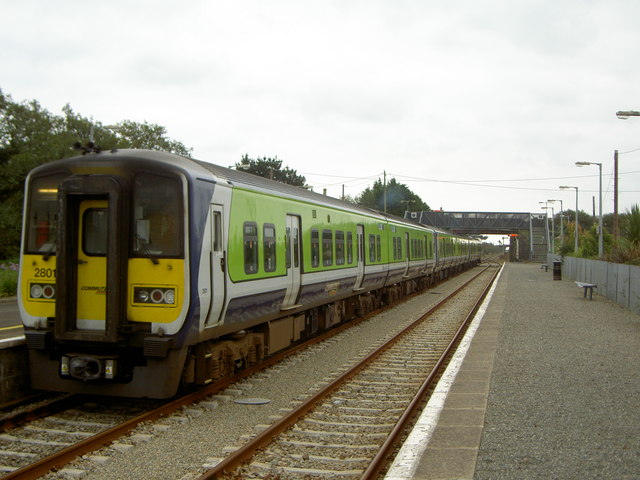
Train InterCity à la gare de Rosslare Strand

Les lignes de Iarnrod Éireann sont exploitées sous trois marques :
- InterCity pour les grandes lignes (y compris l’Enterprise exploité conjointement avec les Northern Ireland Railways)
- Commuter pour les réseaux de trains de banlieue desservant les villes de Dublin, Cork, Limerick et Galway
- Dublin Area Rapid Transit (DART) pour les trains électriques de banlieue desservant la côte dublinoise entre Howth ou Malahide au nord et Greystones au sud

## Dessertes

Carte des infrastructures ferroviaires irlandaises.

Dublin est un grand nœud de correspondances du réseau ferroviaire irlandais : 
- les trois gares principales pour les grandes lignes sont Connolly Station, Heuston Station et Pearse Station
- les relations grandes lignes InterCity rayonnent vers (dans l'ordre d'importance des villes) Cork, Limerick, Galway, Tralee, Waterford, Rosslare Europort, Sligo, Ballina et Westport
- les lignes de banlieue rayonnent aussi, principalement, au départ de Dublin, vers le nord (Dundalk), l’ouest (Longford/Maynooth), le sud-ouest (Kildare) et le sud-est (Arklow). Il existe aussi des lignes de banlieue entre Limerick-Ennis, Cork-Tralee ainsi que sur Cork-Cóbh et Cork-Midleton
- une autre ligne de banlieue est également assurée par le Dublin Area Rapid Transit, vers le nord (Howth/Malahide) et vers le sud (Greystones) de la capitale irlandaise